# Зеничка арена
Градска Арена „Хусејин Смајловић” (раније Арена Зеница), познатија једноставно као Зеничка арена, вишенаменска је спортска дворана у Зеници, Босна и Херцеговина. 

## Историја
Изградња градске арене почела је у фебруару 2007. године, а завршена је 20. марта 2009. године, управо на Дан Зенице. Укупна цена изградње процењује се на око 36 милиона конвертибилних марака, који су издвојени из општинског буџета у току две године, током којих је трајала изградња дворане.

### Отварање
Градска арена арена отворена је 20. марта 2009, уз пригодну манифестацију и дефиле зеничких спортиста, при чему је отворено 14. по реду „Зеничко пролеће”. Свечаности отварања арене присуствовали су федерални премијер Неџад Бранковић, премијер зеничког-добојског кантона Миралем Галијашевић, делегације братских градова Зенице из Шведске, Немачке и Мађарске, представници дипломатског кора, те бројни други званичници државе, општина, Олимпијског комитета Босне и Херцеговине и струковних спортских савеза, као и други истакнути људи из јавног живота. Исте ноћи одржан је концерт певача Дина Мерлина.

## Локација
Градска арена Зеница се налази у комплексу СРЦ „Камберовића поље” у склопу којег се налази централни градски парк, највећи тржни центар у граду, као и многобројни спортски терени попут рукометних, кошаркашких, тениских и одбојкашких. У склопу центра налази се и стадион Камберовића поље. Арена је саграђена на недовршеном градилишту спортског центра, чија је градња почела пар године пре почетка рата. Изградњом арене и тржног центра, који се наслања на арену, тај део града добио је свој коначни облик. Арена поседује заједнички паркинг са тржним центром и броји око 1500 паркинг места, од који се одређен број налази у подземној гаражи. Адреса Градске арене је Алеја шехида бб.

## Намена
Градска арена је мултифункционална дворана опремљена најсавременијом опремом и оспособљена је за одржавање спортских и других музичких и културних активности, као и за рекреацију, пројекције и угоститељске садржаје. Својом изградњом арена је постала дом за РК Челик, КК Челик и за остале локалне клубове дворанских спортова. У њој су одржани концерти водећих музичких звезда са наших простора попут Дина Мерлина, Здравка Чолића, Лепе Брене, Лаке, као и многобројни културни догађаји.

## Промена назива
Власти су маја 2017. надгласавањем одлучиле да арена промени назив из Арена Зеница у Градска Арена „Хусејин Смајловић”, епонимно по бившем дугогодишњем (2004—2016) начелнику Хусејину Смајловићу. Донесена одлука је била контроверзна из више разлога, а најзначајнији је што је објекат секуларне намене (укључујући музичке манифестације, алкохол итд.) а Смајловић је био муслиман; промена назива није заживела у пракси — покушај стављања табле са новим именом није успео, музичари и даље наводе да наступају у Арени Зеница из менаџерских разлога једноставности назива и неутралности, а као Зеничку арену (или само Арену) и даље је помиње већина грађана у слободном говору.